# Системы бортовых номеров гражданских летательных аппаратов в СССР

Системы бортовых номеров гражданских летательных аппаратов в СССР — порядок нумерации самолётов, вертолётов и прочих летательных аппаратов гражданского воздушного флота СССР для их регистрации. Каждое советское воздушное судно имело собственный бортовой номер.

## Системы нумерации в 1920-е
В 1920-х годах был введен первый вид бортовых номеров воздушных судов в СССР. В Парижском соглашении о воздушном сообщении CINA (Международная конвенция о воздушной навигации - фр. Convention Internationale de la Navigation Aérienne) от 13 октября 1919 года среди прочего регулировалась идентификация воздушных судов. Согласно конвенции, бортовой номер воздушного судна должен был состоять из:

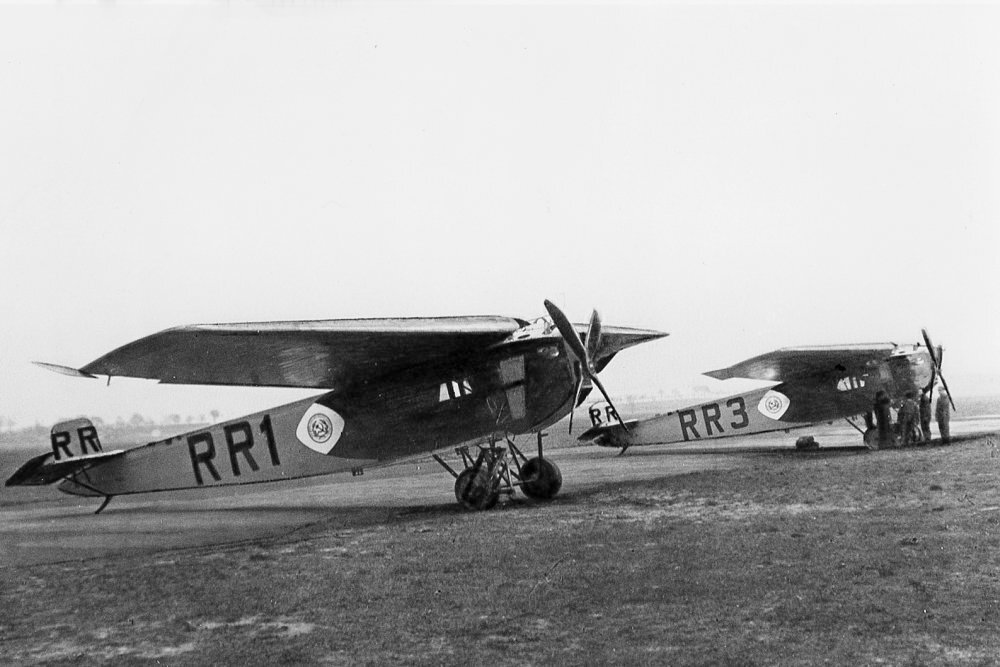
Fokker F.III Deruluft RR1 и RR3

- Обозначения страны (например, F = Франция, US = США)
- Регистрационных знаков (состоящих из цифр и/или букв).

Россия, а точнее РСФСР (так как Советский Союз ещё не был образован), не входила в число государств, присоединившихся к CINA. В принципе, таким странам не нужно было следовать приведенной выше схеме маркировки. Но большинство все же сделали это, чтобы избежать трудностей при трансграничных авиаперелетах. РСФСР выбрала «RR» (от «Российская Республика») в качестве обозначения страны. Одиночное «R» уже было занято Румынией, которая уже состояла в CINA и поэтому имела приоритет. Первоначально в РСФСР система обозначений была аналогична немецкой (Германия также не входила в CINA) и состояла из обозначения страны и порядкового номера воздушного судна. Таким образом были обозначены советские самолёты совместной советско-германской авиакомпании Дерулюфт, начавшие 1 мая 1922 года полёты на линии Москва-Кёнигсберг.
В октябре 1922 года Главное управление Воздушного флота РСФСР (с декабря 1922 года — СССР) издало исполнительные положения, согласно которым регистрационные номера всех гражданских самолетов отныне должны были состоять из:
- "R" для обозначения страны
- в качестве регистрационного знака - группа из 4 букв, где первая буква также должна быть "R".

Это следовало рекомендации конференции CINA в июле 1922 года - отказаться от цифр в качестве регистрационных знаков и использовать в будущем только буквы. К тому же, теперь можно было выбрать букву «R» для обозначения страны, так как Румыния к тому времени изменила своё обозначение на «C-R...». Использовались все буквы латинского алфавита, за исключением «J» и «Q». Вторая (а иногда и третья) буква регистрационного номера служила для более точной идентификации региона и/или владельца (то есть авиакомпании). Там, где летали самолёты немецкого производства, были такие префиксы для регистрационного номера:
- R-RA - Аздобролёт, затем Закавиа
- R-RD - Добролёт
- R-REB - Дерулюфт

Юнкерс Ю-13 R-RECI Тегеран

- R-REC - Общество воздушных сообщений Юнкерс-Дессау
- R-RO - О.Д.В.Ф. (РСФСР) / Авиахим / Осоавиахим
- R-RS - Сибавиахим
- R-RUA - Укрвоздухпуть
- R-RUO - О.Д.В.Ф. (УССР)[1]

Применение буквенного бортового номера не было единообразным. В некоторых случаях дефис отсутствовал, например RRUAA или RRDAX. Или же он ставился за вторым "R", например RR-INT или RR-SOV, вероятно, памятуя о самой первой системе обозначений.

## Бортовые номера с 1929 года
С 1 мая 1929 года в СССР перешли на совершенно иную схему бортовых номеров. С этого времени в качестве обозначения страны служили буквы:
- «URSS» (латинскими буквами) для воздушных судов в международном сообщении.
- «CCCP» (буквами кириллицы) для воздушных судов внутреннего сообщения.

За дефисом следовало число в качестве регистрационного знака, например, URSS-304 или CCCP-310. Регистрационный номер присваивался последовательно (независимо от написания обозначения страны) в пределах определенных блоков номеров, которые были присвоены различным авиакомпаниям:
- начиная со 100 - Добролёт
- начиная с 200 - Укрвоздухпуть
- начиная с 300 - Дерулюфт (а также Осоавиахим для спецрейсов и т.п.)
- начиная с 400 - Добролёт[1]

В 1932 году перед цифрами номера борта добавились литеры, например СССР-Н401 ,которые обозначали принадлежность воздушного судна, к тому или иному ведомству или подразделению гражданского воздушного флота (ГВФ):
- В – Дирижабли
- ВР – Воздушные шары

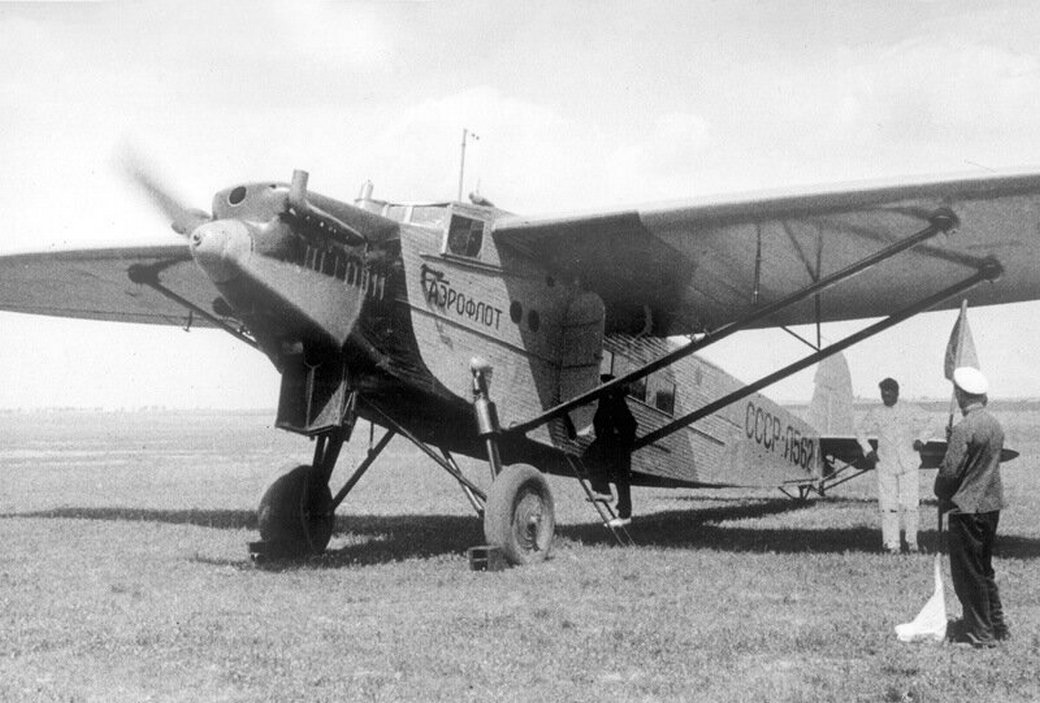
Самолёт К-5 бортовой номер СССР-Л562, 1934 год

- И – Главное управление авиапромышленности (с 1939 года НКАП)
- К – Санитарная авиация
- Л – Главное управление ГВФ
- Н – Управление полярной авиации (УПА) ГУСМП
- C – ОСОАВИАХИМ
- Т – тренировочные самолеты в составе разных организаций
- Ф – Управление аэрофотосъемки
- Х – Наркоматы и отдельные организации
- Ш – школы и учебные подразделения ГВФ

В 1934 году, в связи с увеличением парка авиации, номера бортов стали четырехзначными, например СССР-Л1450. Такая нумерация сохранялась в гражданском воздушном флоте СССР до 1958 года.

## Бортовые номера с 1958 года
В 1958 году был принята новая система нумерации бортовых номеров летательных аппаратов гражданской авиации. Были упразднены литеры и номера бортов самолётов и вертолетов стали пятизначными, например СССР-45024. При этом первые две литеры выдавались воздушным судам определённого типа, что позволяло лучше ориентироваться в типе воздушного судна диспетчеру или другим работникам авиации. Некоторые массовые типы воздушных судов имели сразу несколько кодов бортового номера.
| Тип воздушного судна | Код бортового номера              |
| -------------------- | --------------------------------- |
| Ту-104               | 42*** (например 42434)            |
| Ту-114, Ту-116       | 76***                             |
| Ту-124               | 45***                             |
| Ту-134               | 65***                             |
| Ту-144               | 77***                             |
| Ту-154               | 85***                             |
| Ту-204               | 64***                             |
| Ил-18                | 74***, 75***                      |
| Ил-62, Ил-86         | 86***                             |
| Ил-76                | 76***, 78***, 86***               |
| Як-42                | 42***                             |
| Ан-12                | 11***, 12***                      |
| Ан-10                | 11***                             |
| Ан-24                | 46***, 47***                      |
| Як-40                | 21***, 87***, 88***               |
| Ан-26                | 26***                             |
| Ан-28                | 19***, 28***                      |
| Ан-30                | 46***, 30***                      |
| Ан-124               | 82***                             |
| Ан-2, Ми-2, Ми-8     | от 01*** до 09***                 |
| Ли-2                 | 13***, 16***, 54***, 64***, 84*** |
| Ил-14                | 41***, 52***, 61***, 91***        |
| Ил-114               | 54***                             |
| Ми-6                 | 21***                             |
| Ми-4                 | 28***, 31***, 35***, 36***, 38*** |
| Л-410                | 67***                             |

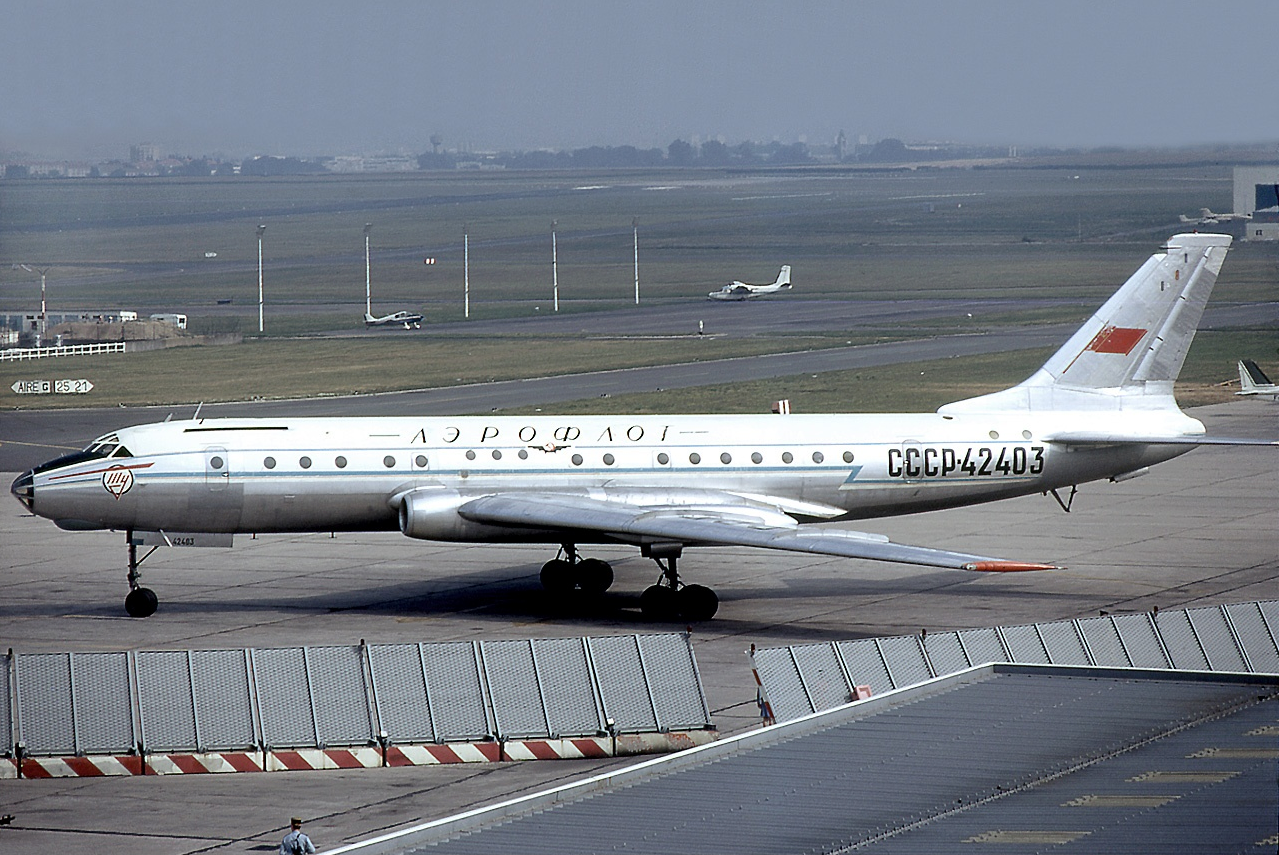
Ту-104, борт номер 42403

Такая система нумерации гражданских воздушных судов сохранялась до распада СССР, а после него была унаследована некоторыми постсоветскими странами с изменением литерации «СССР» на новые регистрационные префиксы. Так, в России она осталась практически без изменений, используются префиксы «RA» (для гражданских судов) и «RF» (для федеральных ведомств и организаций, таких как полиция, МО или ДОСААФ), с использованием тех же блоков номеров. Для новых типов используются новые блоки, например, для Sukhoi Superjet 100 это 89***, для судов иностранного производства используются 67*** и 73***. Ряд постсоветских стран использовали те же номера с новыми префиксами для судов советского производства либо в первые годы после распада СССР, либо до удаления этих судов из реестра, другие же сразу перешли на новые системы, не основанные на советской.